# Município de Washington (condado de Union, Ohio)
O município de Washington (em inglês: Washington Township) é um município localizado no condado de Union no estado estadounidense de Ohio. No ano de 2010 tinha uma população de 824 habitantes e uma densidade populacional de 11,4 pessoas por km².

## Geografia
O município de Washington encontra-se localizado nas coordenadas 40° 28′ 32″ N, 83° 27′ 10″ O. Segundo a Departamento do Censo dos Estados Unidos, o município tem uma superfície total de 72.25 km², da qual 71,71 km² correspondem a terra firme e (0,76 %) 0,55 km² é água.

## Demografia
Segundo o censo de 2010, tinha 824 pessoas residindo no município de Washington. A densidade populacional era de 11,4 hab./km². Dos 824 habitantes, o município de Washington estava composto pelo 98,54 % brancos, o 0,24 % eram afroamericanos, o 0,36 % eram amerindios, o 0,12 % eram asiáticos e o 0,73 % eram de uma mistura de raças. Do total da população o 1,09 % eram hispanos ou latinos de qualquer raça.